# أولوواشينا عزيز
أولوواشينا شهيد عزيز (بالإنجليزية: Oluwashina Saheed Azeez)‏ (ولد في 14 يونيو 1992 في أوسوغبو، نيجيريا) لاعب كرة قدم نيجيري يجيد اللعب في مركز قلب الدفاع وبدرجة أقل الوسط المحوري. يلعب حاليا لصالح البديع الذي ينافس في الدوري البحريني الممتاز منذ 2019.

## المسيرة الرياضية

### الأندية
في 1 يوليو 2010 بدأ عزيز مسيرته الرياضية في غريز إنترناشيونال النيجيري.
في 1 يوليو 2012 انتقل عزيز من غريز إنترناشيونال إلى نيو رود تيم النيبالي في صفقة انتقال حر. في موسمه الوحيد 2012-2013 وفي بطولة دوري الدرجة الأولى ساهم في احتلال فريقه المركز السادس برصيد 26 نقطة من 15 مباراة فانتقل إلى دوري البطولة الثماني وفي نهاية المطاف احتل المركز الخامس برصيد 35 نقطة من 22 مباراة بفارق 8 نقاط عن البطل ثري ستار.
في 1 يوليو 2013 انتقل عزيز من نيو رود تيم إلى مانانغ مارشيانغدي النيبالي في صفقة انتقال حر. في موسمه الوحيد 2013-2014 وفي بطولة دوري الدرجة الأولى ساهم في احتلال فريقه المركز الأول برصيد 26 نقطة من 12 مباراة فانتقل إلى دوري البطولة السداسي حيث ساهم في تتويج فريقه بالبطولة بعدما تصدر الترتيب برصيد 35 نقطة من 17 مباراة ليحقق عزيز أولى بطولاته الشخصية. وفي بطولة كأس رئيس الاتحاد الآسيوي ساهم في وصول فريقه إلى الدور النهائي ولكنه فشل في التأهل إلى المباراة النهائية بعدما احتل المركز الثاني في المجموةعة الأولى برصيد 3 نقاط من مباراتين.
في 1 يوليو 2014 انتقل عزيز من مانانغ مارشيانغدي إلى أهلي صنعاء اليمني في صفقة انتقال حر. في موسمه الوحيد 2014-2015 وفي بطولة دوري الدرجة الأولى ساهم في حصد فريقه 33 نقطة من 16 مباراة ثم تم ايقاف الدوري بسبب الأحداث الأمنية التي تشهدها اليمن. وفي بطولة كأس السوبر اليمني ساهم في تتويج فريقه بالبطولة بعدما تغلب على الصقر 2-1 ليحقق عزيز ثاني بطولاته الشخصية.
في 2 سبتمبر 2015 انتقل عزيز من أهلي صنعاء إلى إنتر المجري (الدرجة الرابعة) في صفقة انتقال حر. في موسمه الوحيد 2015-2016 وفي بطولة كأس المجر ساهم في وصول فريقه إلى الدور الثمن النهائي عندما خسر من تيشاويفاروس 0-3.
في 1 يوليو 2016 انتقل عزيز من إنتر إلى الشباب البحريني في صفقة انتقال حر. في موسمه الأول 2016-2017 وفي بطولة دوري الدرجة الثانية ساهم في تتويج فريقه بالبطولة بعدما تصدر الترتيب برصيد 42 نقطة من 16 مباراة ليحقق عزيز ثالث بطولاته الشخصية. وفي بطولة كأس ملك البحرين ساهم في وصول فريقه إلى الدور النصف النهائي عندما خسر من المنامة 0-1. وفي بطولة كأس الاتحاد البحريني فشل في الصعود للدور النصف النهائي بعدما احتل المركز الثامن في المجموعة الثانية برصيد 9 نقاط من 9 مباريات.
في موسمه الثاني 2017-2018 وفي بطولة دوري الدرجة الممتازة ساهم في احتلال فريقه المركز الخامس برصيد 24 نقطة من 18 مباراة بفارق 6 نقاط عن منطقة الهبوط. وفي بطولة كأس ملك البحرين خرج فريقه من الجولة الأولى عندما خسر في الدور الثمن النهائي من النجمة بركلات الترجيح بعد تعادلهما 0-0 في مجموع المباراتين. وفي بطولة كأس النخبة البحريني فشل في الصعود للدور النصف النهائي بعدما احتل المركز الثالث في المجموعة الأولى بدون رصيد من النقاط من مباراتين.
في موسمه الثالث والأخير 2018-2019 وفي بطولة دوري الدرجة الممتازة ساهم في حصد فريقه 6 نقاط من 8 مباريات. وفي بطولة كأس ملك البحرين ساهم في وصول فريقه إلى الدور الربع النهائي عندما خسر من الرفاع 2-4 في مجموع المباراتين. وفي بطولة كأس الاتحاد البحريني ساهم في حصد فريقه نقطة واحدة من مباراتين.
في 1 يناير 2019 انتقل عزيز من الشباب إلى مانانغ مارشيانغدي النيبالي في صفقة انتقال حر. في موسمه الوحيد 2018-2019 وفي بطولة دوري الدرجة الممتازة ساهم في تتويج فريقه بالبطولة بعدما تصدر الترتيب برصيد 36 نقطة من 13 مباراة ليحقق عزيز رابع بطولاته الشخصية. وفي بطولة كأس الاتحاد الآسيوي فشل فريقه في الصعود إلى الدور النصف النهائي لباقي المناطق بعدما احتل المركز الرابع الأخير في المجموعة الخامسة برصيد نقطتين من 6 مباريات.
في 1 أغسطس 2019 انتقل عزيز من مانانغ مارشيانغدي إلى البديع البحريني في صفقة انتقال حر. في موسمه الأول 2019-2020 وفي بطولة دوري الدرجة الثانية ساهم في احتلال فريقه المركز الثاني برصيد 38 نقطة من 18 مباراة بفارق 7 نقاط عن البطل المالكية وبالتالي صعد إلى الدرجة الممتازة. وفي بطولة كأس ملك البحرين خرج فريقه من الجولة الأولى عندما خسر في الدور الثمن النهائي من المنامة 0-1 في مجموع المباراتين. وفي بطولة كأس الاتحاد البحريني فشل في الصعود إلى الدور النصف النهائي بعدما احتل المركز الثالث في المجموعة الأولى 6 نقاط من 4 مباريات بفارق 3 نقاط عن المتصدر الحد.
في موسمه الثاني 2020-2021 وفي بطولة دوري الدرجة الممتازة ساهم في احتلال فريقه المركز السابع برصيد 17 نقطة من 18 مباراة بفارق نقطتين عن منطقة الهبوط. وفي بطولة كأس ملك البحرين خرج فريقه من الجولة الأولى عندما خسر في الدور الثمن النهائي من الرفاع الشرقي 0-2. وفي بطولة كأس الاتحاد البحريني ساهم في وصول فريقه إلى الدور النصف النهائي عندما خسر من المحرق 1-3.
في موسمه الثالث والأخير 2021-2022 وفي بطولة دوري الدرجة الممتازة ساهم في احتلال فريقه المركز الثامن برصيد 17 نقطة من 18 مباراة بفارق الأهداف عن منطقة الأمان فانتقل إلى دوري الهبوط الرباعي ليحتل في نهاية المطاف المركز الثالث برصيد 4 نقاط من 3 مباريات بفارق 4 نقاط عن منطقة الهبوط. وفي بطولة كأس ملك البحرين خرج فريقه من الجولة الأولى عندما خسر في الدور الثمن النهائي من الخالدية بركلات الترجيح. وفي بطولة كأس الاتحاد البحريني ساهم في وصول فريقه إلى الدور النصف النهائي عندما خسر من المحرق 0-1.
في 25 يوليو 2022 انتقل عزيز من البديع إلى الحد البحريني في صفقة انتقال حر.

## الإنجازات
- مانانغ مارشيانغدي
  - دوري الدرجة الأولى (2): 2013-2014، 2018-2019
- أهلي صنعاء
  - كأس السوبر اليمني (1): 2014
- الشباب
  - دوري الدرجة الثانية (1): 2016-2017